# Pero spitzi
Pero spitzi là một loài bướm đêm trong họ Geometridae.